# Marco Chierici
Marco Chierici (Correggio, 1580 – ...) è stato un pittore italiano.
Nacque e venne addestrato in Correggio. Ha dipinto prevalentemente nature morte e paesaggi. Dipinse nella chiesa parrocchiale di Mandriolo (frazione di Correggio) e per il casinò distrutto del conte Ottavio Bolognesi. Fu un pittore per il duca Ferdinando Carlo di Gonzaga-Nevers di Mantova.